# سيلفي هينروتين جويليم
سيلفي هينروتين جويليم (بالفرنسية: Sylvie Guillem)‏ هي راقصة باليه فرنسية، ولدت في 25 فبراير 1965 في باريس في فرنسا.

## وصلات خارجية
- الموقع الرسمي
- سيلفي هينروتين جويليم على موقع IMDb (الإنجليزية)
- سيلفي هينروتين جويليم على موقع الموسوعة البريطانية (الإنجليزية)
- سيلفي هينروتين جويليم على موقع مونزينجر (الألمانية)
- سيلفي هينروتين جويليم على موقع ميوزك برينز (الإنجليزية)
- سيلفي هينروتين جويليم على موقع قاعدة بيانات الفيلم (الإنجليزية)